# باشگاه فوتبال الشباب اردن
باشگاه فوتبال شباب الاردن (انگلیسی: Shabab Al-Ordon Club) یک باشگاه فوتبال از اردن است که در شهر امان قرار دارد.

## عملکرد در مسابقات AFC
- لیگ قهرمانان آسیا ۲

۲۰۰۷: قهرمان